# Julius van Zuylen van Nijevelt
Julius (Jules) Philip Jacob Adriaan Graf van Zuylen van Nijevelt, född den 19 augusti 1819 i Dommeldange, Luxemburg, död den 1 juli 1894 i Haag, var en nederländsk statsman. Han var kusin till Jacob van Zuylen van Nijevelt.
van Zuylen van Nijevelt studerade rättsvetenskap vid universitetet i Utrecht, där han promoverades 1841. Hand slog därefter in på den diplomatiska banan. År 1860–1861 var han utrikesminister. Efter en period som nederländskt sändebud i Berlin (1863–1865) var han 1866–1868 på grund av Vilhelm III:s personliga önskan ånyo utrikesminister och samtidigt ministerpresident. Under hans ämbetsperiod inträffade Luxemburgska krisen, i vilken van Zuylen van Nijevelt spelade en betydande diplomatisk roll. När krisen orsakade problem för honom i parlamentet, skall Otto von Bismarck ha sagt till honom: Vous avez sauvé la paix de l'Europe ("Ni har räddat freden i Europa").